# Талалихин, Виктор Васильевич

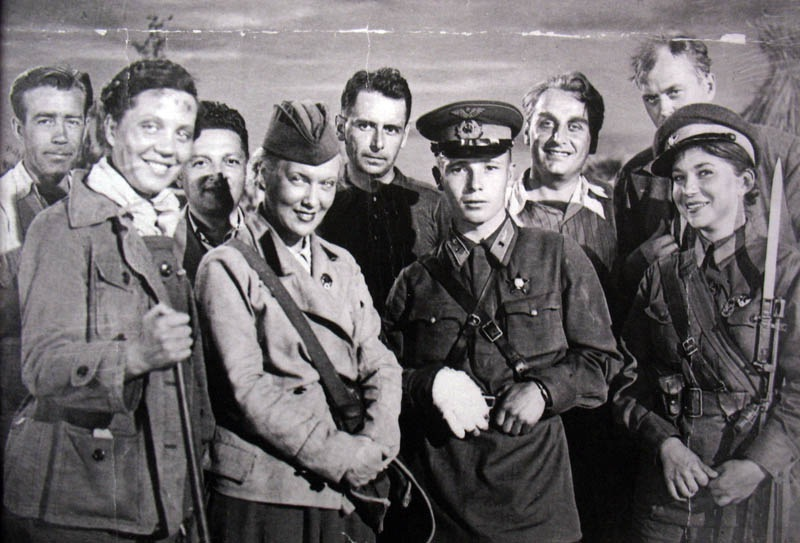
Виктор Талалихин и Любовь Орлова на съёмках «Боевого киносборника № 4» в августе 1941 года

Ви́ктор Васи́льевич Талали́хин (18 сентября 1918, Тепловка, Саратовская губерния — 27 октября 1941, Подольск, Московская область) — советский военный лётчик, заместитель командира эскадрильи 177-й истребительный авиационный полк ВВС Московского военного округа, 6-го истребительного авиационного корпуса ПВО, младший лейтенант (1938). Герой Советского Союза (8.08.1941). Одним из первых в СССР совершил ночной воздушный таран немецкого самолёта-бомбардировщика.

## Биография
Родился 18 сентября 1918 года в селе Тепловка Терсинской волости Вольского уезда Саратовской губернии. Сын рабочего. Родители: Василий Иванович и Вера Ивановна Талалихины. Русский.
Окончил школу-семилетку в Вольске в 1933 году. Вместе с родителями в 1933 году приехал в Москву и начал работать на Московском мясокомбинате. Проживали по адресу: Остаповское шоссе, дом 55а, квартира 45. В 1934—1937 годах учился в фабрично-заводском училище при мясокомбинате, получил специальность «колбасник».
В Красной армии с января 1938 года. В 1938 году окончил Борисоглебскую военную авиационную школу лётчиков в городе Борисоглебск Воронежской области и получил звание младшего лейтенанта. С июля 1938 года служил в 27-м истребительном авиационном полку ВВВ Московского военного округа младшим лётчиком и помощником штурмана эскадрильи. Военную присягу принял 23 февраля 1939 года.
Участвовал в советско-финляндской войне (1939—1940). Воевал в составе 68-го истребительного авиаполка, в январе 1940 года переведён в 152-й иап. Согласно биографии «Виктор Талалихин», написанной С. Г. Утехиным в 1960-х годах, на биплане И-153 «Чайка» совершил 47 боевых вылетов, сбил четыре финских самолёта, позднее эта информация о сбитых самолётах получила широкое распространение в литературе о В. Талалихине (одни авторы пишут о 4 личных победах, другие — о 4 одержанных лично и в группе). В настоящее время данные о воздушных победах лётчика не подтверждаются архивными источниками. За заслуги в боях награждён орденом Красной Звезды.
Перед Великой Отечественной войной жил в Клину Московской области, продолжал службу в 27-м истребительном авиаполку. В боях Великой Отечественной войны с июня 1941 года. В июле 1941 года повышен в должности до заместителя командира авиаэскадрильи с переводом в 177-й истребительный авиационный полк ВВС Московского военного округа. Воевал на истребителях И-16 и МиГ-3.
В ночь на 7 августа 1941 года на И-16 тип 29 одним из первых военных лётчиков РККА произвёл таран в ночном воздушном бою над Москвой в Великой Отечественной войне, сбив в небе Москвы бомбардировщик He-111 лейтенанта И. Ташнера из состава 7-й эскадрильи 26-й бомбардировочной эскадры. Самолёт Талалихина упал в лес вблизи деревни Степыгино (ныне — городской округ Домодедово), а сам раненый лётчик на парашюте спустился в речку Северку. В бою также выжил пилот He-111 Р. Шик.
Указом Президиума Верховного Совета СССР «О присвоении звания Героя Советского Союза лётчику-истребителю младшему лейтенанту Талалихину Виктору Васильевичу» от 8 августа 1941 года за «образцовое выполнение боевых заданий командования на фронте борьбы с германским фашизмом и проявленные при этом отвагу и геройство» удостоен звания Героя Советского Союза.
По утверждениям ряда авторов, в последующих боях В. Талалихин сбил ещё пять немецких самолётов. Однако по данным исследователя результативности советских истребителей М. Ю. Быкова, в 1941 году Виктор Талалихин сбил три немецких самолёта лично (причём первый из них в воздушном бою накануне своего легендарного тарана — 5 августа 1941 года сбил Ю-88, второй — тараненый He-111, третий — сбитый 13 октября ещё один He-111). В бою 15 октября 1941 года в группе с товарищами сбил один истребитель Ме-110.
В. В. Талалихин погиб в воздушном бою около Подольска 27 октября 1941 года. Был похоронен в колумбарии Донского кладбища, в 1959 году при организации памятника «Герои Московской битвы» прах был перенесён и захоронен на Новодевичьем кладбище в Москве. В 1948 году зачислен навечно в 1-ю эскадрилью 177-го истребительного авиаполка.
Брат Героя — старший лейтенант Николай Талалихин — воевал в должности командира звена в 118-м морском ближнеразведывательном авиационном полку ВВС Северного флота и 11 июля 1941 года не вернулся из боевого вылета. В 2000-х годах было найдено место падения сбитого немецким истребителем гидросамолёта ГСТ, внутри разбитой машины обнаружены останки двух членов экипажа. Один из них был идентифицирован как Н. Талалихин и захоронен с воинскими почестями в 2020 году в Мурманской области на мемориальном комплексе Долина Славы.

### Самолёт
В 2014 году московские поисковики нашли в лесу под Москвой самолёт И-16, на котором Виктор Талалихин совершил таран немецкого бомбардировщика. Части самолёта доставлены в Домодедовский историко-художественный музей , в музей Московского авиационного института и в Саратовский историко-патриотический комплекс «Музей боевой и трудовой славы» (Парк Победы, г. Саратов).

## Награды

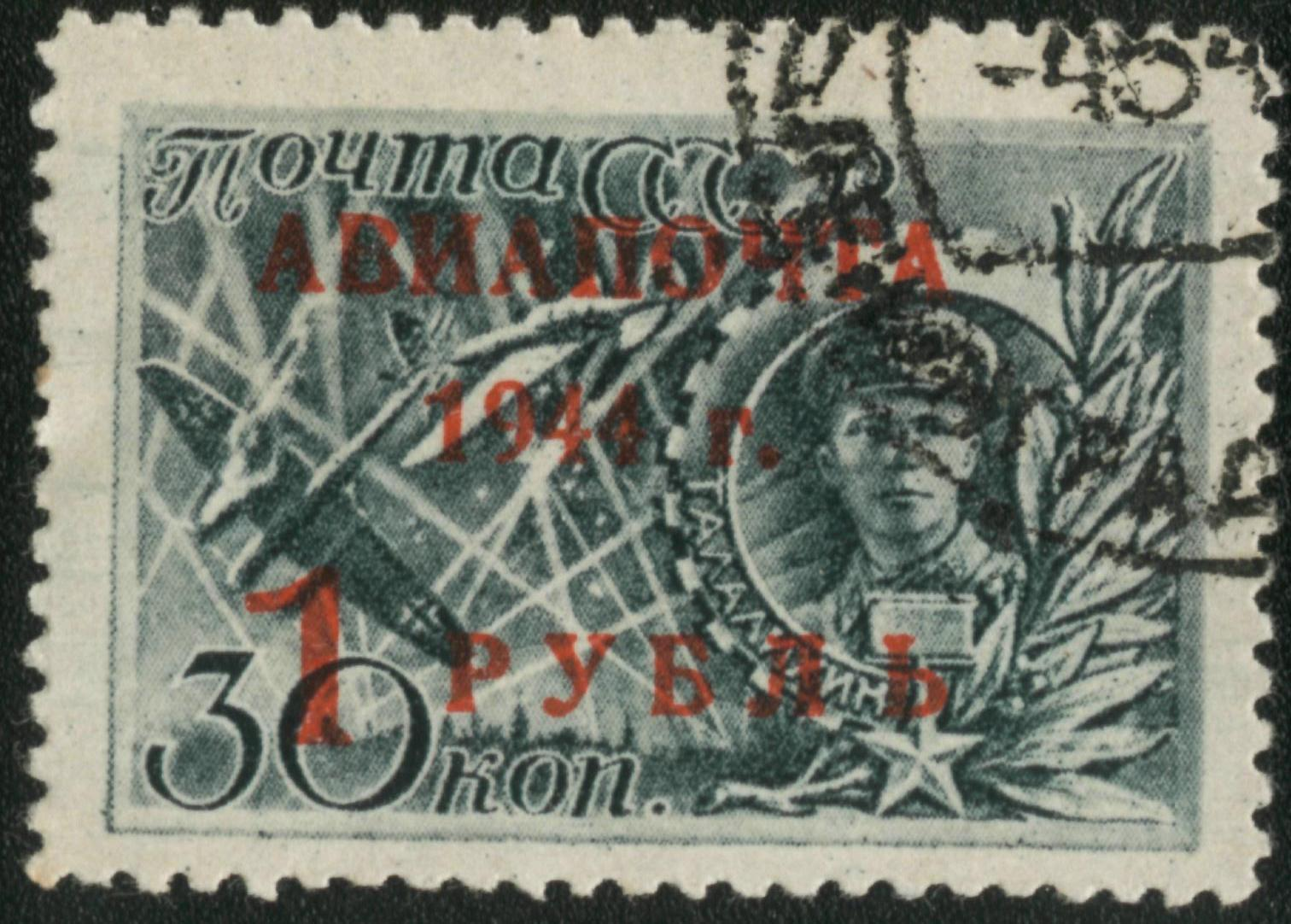
Почтовая марка СССР с картиной ночного тарана Талалихина, 1943 год.

- Герой Советского Союза (8.08.1941). Вручена медаль «Золотая Звезда» № 347.
- Орден Ленина (8.08.1941, № 6771)
- Орден Красного Знамени (4.03.1942, посмертно)
- Орден Красной Звезды (21.05.1940, № 12704)

## Память
В честь Виктора Талалихина названы улицы в:
- Аткарске,
- Батайске,
- Виннице,
- Владивостоке,
- Владикавказе,
- Вольске,
- Гомеле,
- Домодедово,
- Днепре,
- Донецке,
- Дюртюлях,
- Енакиево,
- Запорожье,
- Золотоноше,
- Иркутске (проезд),
- Калининграде,
- Краснодаре,
- Лодейное Поле,
- Липецке,
- Мариуполе,
- Москве (ранее Мясная-Бульварная),
- Омске,
- Оренбурге,
- Подольске,
- Подтёсово,
- Санкт-Петербурге,
- Тамбове,
- Таразе, Казахстан

Троицке, Челябинской области
- Улан-Удэ,
- Челябинске,
- Ярославле.

- Учебные заведения в Москве, Московской области и регионах Российской Федерации:
  - Школа № 480,Москва[14]
  - Московский образовательный комплекс имени Виктора Талалихина" (бывший Технологический колледж № 28 , ранее ПТУ № 100; музей В. Талалихина), Москва.
  - Гимназия имени Героя Советского Союза В. В. Талалихина (ранее средняя школа № 1 имени Владимира Ильича Ленина), Вольск.
  - Саратовская кадетская школа-интернат № 2 имени В. В. Талалихина" (Присвоено 5 мая 2015 года[15]), Саратов.
  - Школа № 8 имени В. В. Талалихина, Клин.
- Музей боевой авиации имени Героя Советского Союза Виктора Талалихина городского округа Домодедово (на базе МБУ ДО ДДТ «Лира» ао адресу г. Домодедово, с. Красный путь, ул. Мира, д. 16, стр. 1).
- Именем Талалихина названо село Талалихино в Чеховском районе Московской области, в составе муниципального образования сельское поселение Любучанское.
- Также село Талалихино Вольского района Саратовской области (1965, до этого Совхоз № 5)[16]
- Также именем Талалихина назван городок Домодедовского района вблизи места падения.
- Памятник возле школы № 1 имени В. И. Ленина г. Вольска, где учился Талалихин и памятная доска на здании самой школы (ныне переименована в гимназию имени Талалихина). В школе был мемориальный музей В. И. Талалихина.
- Мемориальная доска на доме, где проживал Талалихин по адресу Саратовская область, г. Вольск, улица Ленина, 58.
- Мемориальная доска на ул. Талалихина, г. Владивосток.
- Мемориальная доска на доме № 1 по переулку Талалихина, г. Санкт-Петербург.
- Монумент у села Степыгино Домодедовского района Московской области на месте падения самолёта после ночного тарана 7 августа 1941 года.
- Монумент возле поселение Роговское, дер. Лопатино, г. Москва, (ранее относилось к д. Каменка Московской области) на месте гибели Талалихина 27 октября 1941 года.
- Памятник на 43 км Варшавского шоссе в районе д. Кузнечики Подольского района Московской области (открыт в 1969 году, курируется ЮЭС ПАО «МОЭСК»).

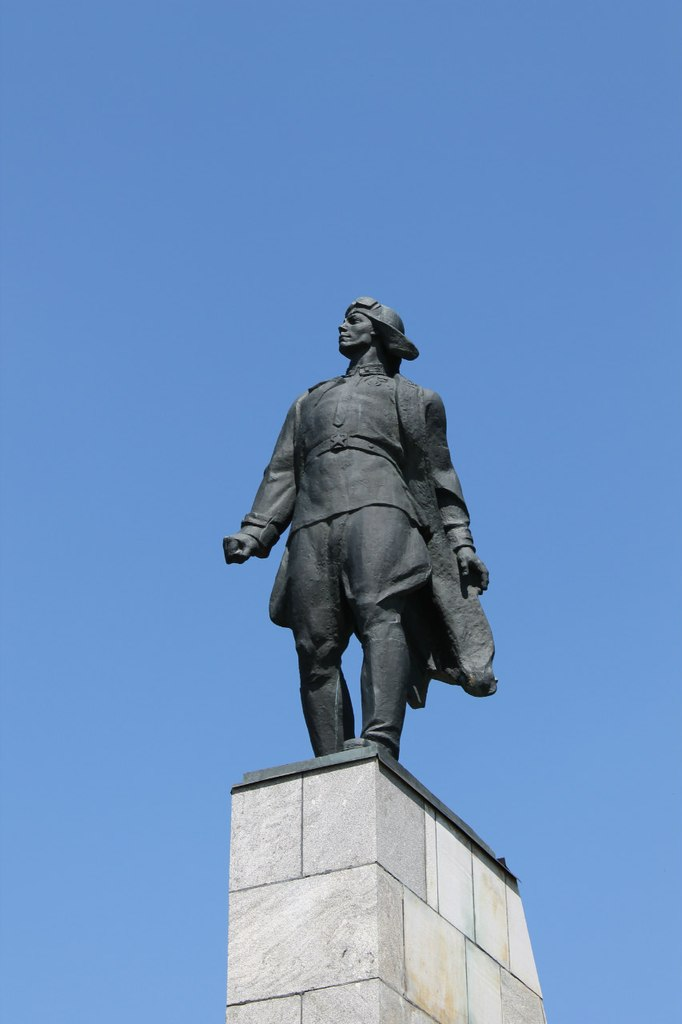
Памятник В. В. Талалихину в Кузнечиках (скульптор В. В. Глебов)

- Памятник в г. Москва, установлен в 2001 году.
- Памятник (бюст) в г. Саратов на территории кадетской школы-интерната № 2 по адресу улица Чехова, дом 4, открыт 7 мая 2015 года.
- Памятник (бюст)  в г. Новосибирск, на территории Технического колледжа имени А. И. Покрышкина, открыт 5 мая 2017 года[17].
- Памятник (бюст) в Кировском районе г. Саратов (пос. Солнечный-2) на бульваре Героев Отечества, открыт 1 июня 2019 года.
- Памятник (бюст) в г. Подольск Московской обл., установлен в 1960 году в Городском парке культуры и отдыха, носящем имя Героя Советского Союза Талалихина.
- Памятник в селе Тепловка Вольского района Саратовской обл. рядом со зданием бывшей сельской школы, где учился Талалихин (восстановлен в 2019 году[18]).
- Памятник (бюст) в г. Лодейное Поле на улице Талалихина возле дома № 17.
- Стела со звездой возле дома Талалихина в селе Тепловка Вольского района Саратовской обл.
- Мемориальная доска в городском округе Домодедово на ул. Талалихина[12].
- Про лётчика Талалихина исполняли песни группы:
  - Территория 22 (с песней «На таран»);
  - «ХЗ», Борис Гребенщиков и певица Марина Хлебникова (с одноимённой песней «Талалихин»).
- Городской парк культуры и отдыха города Подольска носит имя Талалихина.
- В Ботаническом саду Московского государственного университита имени М. В. Ломоносова выведен сорт гладиолусов «Виктор Талалихин»[19].

## Комментарии
1. ↑  Ныне — село Тепловка, Вольский район, Саратовская область.
2. ↑  Умерли в 1966 году.